# Bézenac
Bézenac är en kommun i departementet Dordogne i regionen Nouvelle-Aquitaine i sydvästra Frankrike. Kommunen ligger i kantonen Saint-Cyprien som tillhör arrondissementet Sarlat-la-Canéda. År 2017 hade Bézenac 156 invånare.

## Befolkningsutveckling
Antalet invånare i kommunen Bézenac
Referens:INSEE